# Estación Olympia-Einkaufszentrum
Olympia-Einkaufszentrum es una estación del Metro de Múnich en Munich, que sirve al Olympia Einkaufszentrum (OEZ), un centro comercial en el área de Olympiapark de Moosach (Munich). Es el término de la línea U1 del sistema U-Bahn de Munich. La extensión U3 a Olympia-Einkaufszentrum se inauguró el 28 de octubre de 2007.

Mapa del U-Bahn de Munich

## Líneas
| Línea | Trayecto                                         | Inauguración | Longitud (km) | Estaciones |
| U1    | Olympia-Einkaufszentrum - Mangfallplatz          | 1983         | 12,2          | 15         |
| U2    | Feldmoching - Messestadt Ost                     | 1980         | 24,0          | 27         |
| U3    | Moosach - Fürstenried West                       | 1972         | 21,4          | 25         |
| U4    | Westendstraße - Arabellapark                     | 1988         | 9,3           | 13         |
| U5    | Laimer Platz - Neuperlach Süd                    | 1984         | 15,4          | 18         |
| U6    | Garching-Forschungszentrum - Klinikum Großhadern | 1971         | 27,4          | 26         |

- Datos: Q572749
- Multimedia: U-Bahnhof Olympia-Einkaufszentrum / Q572749